# Lenda do Minhocão
Diz a lenda que o minhocão se refere a uma cobra enorme. Em noites de lua cheia ela fica entre mastros e caibros debaixo da água próxima de pontes ou casas de palafitas, através da sombra dos pescadores e esta cai morta dentro do rio.
A lenda abaixo foi descrita no artigo "Ao Redor e Através do Brasil", publicada na revista "Kosmos", número 12 (1908), por Alípio de Miranda Ribeiro.
“…Disseram-me que em Corumbá, até havia uma pessoa que vira o Minhocão. Procurei-a. Era um velho italiano, um dos mais velhos moradores da cidade, antigo capitão de navio, reduzido à vida sedentária de administrador de fazendas. Não, disse-me ele, eu não vi o Minhocão, vi o seu rastro. Meu filho, sim, o viu uma vez e correu dele às léguas. Disse-me que era preto e parecia um enorme bote de quilha para cima. O rapaz estava numa canoa no rio Paraguai; encostou-se à terra e correu com todas as forças para casa. Fui ver o lugar e encontrei o seu rastro, na lama e no aguapé. Era uma depressão enorme, um sulco muito largo que só uma embarcação grande poderia ter produzido; e por toda a redondeza só havia canoas e essas mesmo pequenas…” (Texto de Bambino-de-Mamãe)